# 沙拉克贝尔盖姆-伊姆什泰特
沙拉克贝尔盖姆-伊姆什泰特（法語：Scharrachbergheim-Irmstett，发音：[ʃaʁak'bɛʁgaim.iʁmʃtɛt] 或 [ʃaʁax'bɛʁkaim.iʁmʃtɛt]）是法国下莱茵省的一个市镇，属于莫尔赛姆区（Molsheim）和莫尔赛姆县（Molsheim）。该市镇总面积3.22平方公里，2009年时的人口为1224人。

## 人口
沙拉克贝尔盖姆-伊姆什泰特人口变化图示